# Asellus tamaensis
Asellus tamaensis är en kräftdjursart. Asellus tamaensis ingår i släktet Asellus och familjen sötvattensgråsuggor. Inga underarter finns listade i Catalogue of Life.